# Жуль Греві
Франсуа́ Поль Жуль Греві́ (фр. François Paul Jules Grévy; 1807—1891) — президент Третьої французької республіки і один з лідерів фракції опортуністичних республіканців. Враховуючи, що його попередники були монархістами, які без успіху намагалися відновити французьку монархію, Греві вважається першим дійсно республіканським президентом Франції.
Жуль Греві був найстаршим президентом Франції на момент залишення посади (80 років). Греві також був першим президентом, переобраним на другий термін. Наступний такий випадок (із Альбером Лебреном) мав місце тільки в 1939 році.
На честь Греві названий вид зебри — зебра Греві. У 1880-х роках йому був подарований один представник цього виду урядом Ефіопії.
В особистому житті Греві був пристрасним гравцем в більярд і навіть був зображений як гравець у журналі Vanity Fair у 1879 році.

## Діяльність до 1870 року
Жуль Греві народився 15 серпня 1807 року в Мон-су-Водре в департаменті Жура. Поступивши до паризької адвокатури, він невдовзі звернув на себе увагу як своїм хистом, так і політичним радикалізмом, що виявся з особливою яскравістю в політичному процесі 1839 року при захисті двох товаришів Барбеса.
Після лютневої революції 1848 року Греві був посланий до рідного департаменту як урядовий комісар і на цій посаді виявив великі адміністративні здібності. Майже одноголосно обраний до установчих зборів, він заявив себе гарячим республіканцем, що бажав уберегти новостворену республіку від небезпечних випадків. Особливо пам'ятною залишилась його боротьба проти тієї статті конституції, в силу якої президент республіки мав обиратися загальним голосуванням. У цій статті Греві бачив зручну лазівку для підступів цезаризму — і його побоювання виявилися обґрунтованими.
В епоху президентства Людовика-Наполеона Греві стояв в опозиції, а після перевороту 2 грудня 1851 року віддалився від участі в політиці і цілком присвятив себе адвокатурі. У 1868 році він був обраний старшиною паризької адвокатської спільноти.
В останні роки другої імперії Греві знову повернувся до політичної діяльності. Обраний у 1868 році депутатом Жури до законодавчого корпусу, він став на чолі групи демократів-республіканців («gauche fermée»), які не бажали йти на жодні угоди з урядом Наполеона. Між іншим, Греві проявив себе рішучим ворогом наполеонівських витівок у сфері закордонної політики: 15 липня 1870 року він з обуренням говорив проти міністерства, яке «з легким серцем» кидало Францію у війну з Пруссією.

## Голова Національної асамблеї

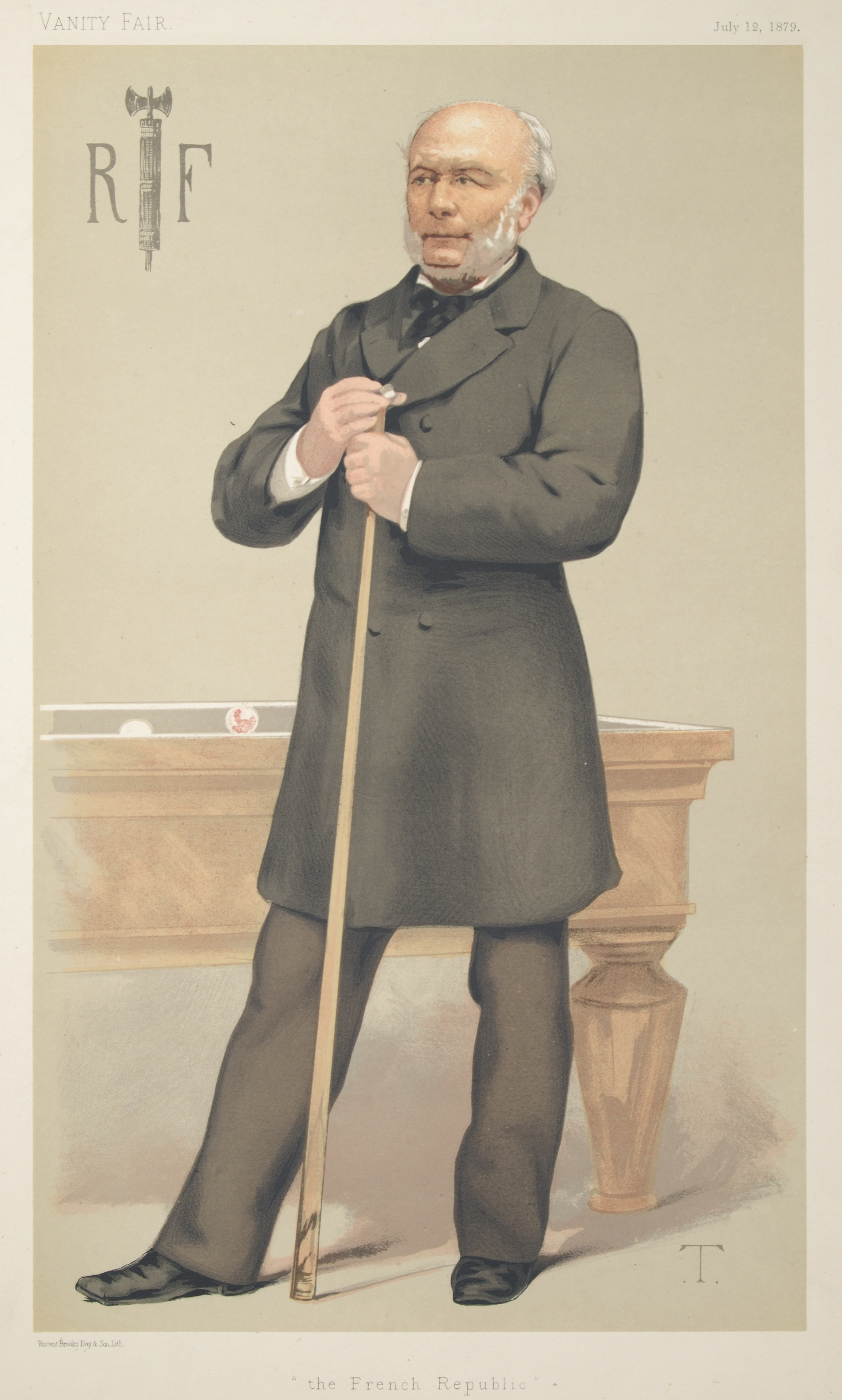
Портрет Греві як гравця в більярд у випуску Vanity Fair від 12 липня 1879 року.

При уряді народної оборони Греві не брав активної участі в політиці. Перед виборами в національну асамблею він резюмував свою програму в таких положеннях: «республіка насамперед; мир з надією на реванш всіма доступними засобами». Він був обраний членом національної асамблеї від трьох департаментів, але залишився вірним рідному Журі.
У першому ж засіданні асамблеї він був обраний її президентом переважною більшістю (519 голосів з 538). На цій високій посаді він проявив рідкісний такт і винахідливість, завдяки яким добре справлявся з обов'язком керувати дебатами та зберігати порядок у зборах, складених з вкрай різнорідних і ворожих один одному елементів.
Вже в цей період багато хто намічав його можливим кандидатом на президентство республіки у разі відмови Тьєра від цієї посади. 1 квітня 1873 року Греві внаслідок конфлікту з правими склав з себе повноваження президента асамблеї. Після відставки Тьєра Греві виступив енергійним ворогом коаліції, яка намагалася відновити монархію, і видав брошуру «Le Gouvernement nécessaire» (1873).
У новій палаті депутатів 1876 року Греві був обраний президентом, величезною більшістю 462 з 468 голосів, і залишався на цій посаді до того моменту, коли 30 січня 1879 року був обраний президентом республіки, 563 голосами з 713.

## Президент республіки
Відставка маршала Мак-Магона, в якому бачили останній оплот монархічної реставрації, була зустрінута в країні з почуттям полегшення. З обранням Греві вкоренилося переконання, що республіка вступила в період рівного, спокійного і плідного розвитку. І дійсно, роки управління Греві ознаменувалися колосальними успіхами в справі зміцнення республіки.
28 грудня 1885 року він знову був обраний президентом республіки більшістю 457 голосів з 589. Другий період президентства Греві виявився, однак, дуже нетривалим. Наприкінці 1887 року він був змушений скласти з себе повноваження президента республіки під впливом суспільного обурення, викликаного викриттями негожих дій зятя Греві, депутата Вільсона. Особисто Греві не був нітрохи скомпрометований і, сподіваючись на поворот в настрої громадської думки і парламенту, зволікав повідомленням до призначеного їм терміну послання (1 грудня 1887 року), в якому очікувалася заява про відставку. Тоді палата заявила, що очікує «обіцяного урядом повідомлення». Після цього Греві не вважав можливим зволікати і представив своє послання, в якому, між іншим, заявив, що він «залишає без жалю, але не без смутку, владу, яка двічі була довірена йому без підступів з його боку, причому в користуванні нею він по совісті виконував свій обов'язок».
Після відставки Греві жив у повній самоті, переважно в Мон-су-Водре, де і помер 9 вересня 1891 року. Його поховали державним коштом.